# (17869) Descamps
(17869) Descamps (1998 MA14) – planetoida z grupy pasa głównego asteroid okrążająca Słońce w ciągu 3,72 lat w średniej odległości 2,4 j.a. Odkryta 20 czerwca 1998 roku.